# Jean Baptiste Garnier
Pour les articles homonymes, voir Garnier.
Ne doit pas être confondu avec Jean-Baptiste Garnier.
Jean Baptiste Garnier, né le 13 novembre 1769 à Bar-le-Duc (Meuse), mort le 26 février 1840 à Paris, est un colonel français de la Révolution et de l’Empire.

## États de service
Il entre en service le 17 novembre 1787, comme soldat dans le régiment du Roi-infanterie, et le 6 septembre 1791, il intègre le 3e bataillon de volontaires de la Meuse, avec le grade de sergent-major. Il fait les campagnes de 1792 à l’an IV, aux armées de la Moselle, de Sambre-et-Meuse et du Rhin. Il est nommé sous-lieutenant le 10 janvier 1793, et lieutenant le 13 janvier suivant.
Le 20 février 1796, il prend les fonctions d’adjudant-major, et l’année suivant il est affecté à l’armée d’Italie. Il reçoit son brevet de capitaine le 18 août 1797, à l’armée du Rhin puis en 1798, il retourne à l’armée d’Italie. Capitaine commandant un bataillon du 43e régiment d’infanterie de ligne, il se distingue le 25 décembre 1800, lors du passage du Mincio, où apercevant quelque désordre dans les compagnies, il prend le drapeau en main, se met à la tête du bataillon et poursuit l’ennemi en retraite et le chasse de Pozzolo. Cette action d’éclat est récompensée le 23 février 1801, par l’octroi d’un sabre d’honneur.
Le 3 février 1804, il est admis dans les chasseurs à pied de la Garde consulaire, et le 14 juin suivant, il est fait officier de la Légion d’honneur. De 1805 à 1807, il prend part aux campagnes d’Autriche, de Prusse et de Pologne, et il est promu chef de bataillon le 28 mars 1807, à la 2e légion de réserve.
De 1808 à 1812, il sert à l’armée d’Espagne, et le 6 août 1811, il est nommé major provisoire. C’est en cette qualité, qu’il prend le commandement des 3e et 4e bataillons du 5e régiment d’infanterie légère au siège de Valence en décembre 1811 et janvier 1812. Le 12 juillet 1812, il est nommé major titulaire au 95e régiment d’infanterie, et le 19 octobre il est de retour en France.
En 1813, il participe brillamment à la campagne de Saxe, et le 9 août 1813, il est promu colonel à la suite du 1er régiment d’artillerie de marine. Le 28 décembre 1813, il est mis à la tête du 93e régiment d’infanterie de ligne, et le 26 février 1814, il prend le commandement du 95e régiment d’infanterie.
Lors de la première restauration, à la suite de la réorganisation des régiments, il passe avec son grade au 79e régiment d’infanterie de ligne le 26 août 1814. 
Pendant les Cent-Jours, il est affecté à l’armée du Nord dans la 4e division d’infanterie du 1er corps d’armée. Ayant pris part aux évènements des Cent-Jours, il est licencié et mis en demi-solde le 17 février 1816. Il est admis à la retraite le 1er avril 1819.
Rappelé à l’activité le 21 septembre 1830, il est mis à la tête du 13e régiment d’infanterie de ligne, et il est fait commandeur de la légion d’honneur le 26 juin 1831. Son âge ne lui permettant plus d’assurer un service actif, il est mis en congé le 14 décembre 1831, et il est admis à la retraite le 15 février 1833.
Il meurt le 26 février 1840, à Paris.

## Sources
- A. Lievyns, Jean Maurice Verdot, Pierre Bégat, Fastes de la Légion-d'honneur, biographie de tous les décorés accompagnée de l'histoire législative et réglementaire de l'ordre, Tome 2, Bureau de l’administration, 1842, 344 p. (lire en ligne), p. 12.
- G. Dumont, Bataillons de volontaires nationaux (cadres et historiques), Paris, Charles Lavauzelle, 1914, 494 p. (lire en ligne), p. 215.